# Ateleia mcvaughii
Ateleia mcvaughii är en ärtväxtart som beskrevs av Velva Elaine Rudd. Ateleia mcvaughii ingår i släktet Ateleia och familjen ärtväxter. Inga underarter finns listade i Catalogue of Life.